# Csalog Benedek
Csalog Benedek (Budapest, 1965. június 26. –) magyar fuvolaművész, régizene specialista, a barokk fuvola egyik legjelentősebb európai játékosa.

## Életpályája
Ötéves korától zongorázni, majd furulyázni és fuvolázni tanult, ez utóbbit Bántai Vilmos növendékeként kezdte. 1981-ben kezdett barokk fuvolán játszani. 15 éves korában alapítja első együttesét Máté Balázs, Spányi Miklós és Szűts Péter társaságában, és előadják Bach Musikalisches Opferjét. Később ebből a magból alakul meg a Concerto Armonico kamarazenekar (ez nem azonos a 2015 körül alakult, hasonló nevű együttessel). 
Középiskolás évei alatt részt vett Nicholas McGegan és Barthold Kuijken kurzusain.  1984-1987 között Elek Tihamér osztályában diplomázott a Liszt Ferenc Zeneművészeti Főiskola Tanárképző Intézetében. A diploma után Barthold Kuijkennél a Hágai Királyi Akadémián tanult, ahol barokk-fuvola szakon újabb diplomát szerzett 1991-ben.
1987-től szólistaként és kamarazenészként is fellép; szerepelt Európa majd minden országában, Japánban, Észak- és Dél-Amerikában és a Közel-Keleten is. 
1992–2008 között a lipcsei Hochschule für Musik und Theater barokk-fuvola és kamarazene tanára volt. 2005–2008-ig a Lengyelországi Bydgoszcz zeneakadémiáján is tanított, valamint a győri Széchenyi István Egyetem zeneművészeti karának volt tanára 2016-2019 között.
Mesterkurzusokat tartott Magyarországon kívül Németországban, Portugáliában, Japánban, Brazíliában, Szlovákiában, Lengyelországban, Szerbiában, Horvátországban, Hollandiában és Magyarországon; a moszkvai Csajkovszkij Konzervatórium és a Gnyeszin Intézet rendszeres vendégtanára, valamint művészeti vezetője volt a tokaji Régi Zene Nyári Egyetemnek. 2016 óta ismét rendszeresen tart kurzusokat Magyarországon is.

## Versenygyőzelmek
Három nemzetközi régizene-versenyen indult, ezek mindegyikét megnyerte:
- 1995 Baroque Flute Artist Competition, Orlando, USA, 1. díj
- 1996 Concours Musica Antiqua, Brugge, belgium, 1. díj (szólista kategória)
- 2000 (?) Johann Heinrich Schmelzer Wettbewerb, Melk, Ausztria  megosztott 2. díj (első díjat nem adtak ki)

## CD-felvételek
- Johann Sebastian Bach: Die 4 authentischen Flötensonaten.  Km. Miklós Spányi, fortepiano és klavikord (Ramée)
- G. Paganelli: 6 Trios. Km. Carmen Leoni stb. (Hungaroton)
- Corelli: Sonatas Op. 5  No. 1–6.  Km. Léon Berben, Csembaló   (Hungaroton)
- J. Chr. Bach: Sonaten. Km. Miklós Spányi, Tangenszongora (Hungaroton)
- J. S. Bach: Musikalisches Opfer.  Km. David Timm, Csembaló stb. (Produktion der Thomaskirche, Leipzig)
- Krebs: Sonaten und Triosonaten  (eine Produktion vom MDR)
- J. J. Quantz: 4 Fuvolaverseny. Km. Aura Musicale, Balázs Máté (Hungaroton)
- J. J. Quantz: 7 Fuvolaszonáta. Km. Rita Papp, Csembaló (Hungaroton)
- „Klänge der Nacht“ – Werke von Müthel und Kirnberger. Km. Miklós Spányi, Clavichord (Raumklang)
- Német szerzők művei szólófuvolára – Bach, C. Ph. E. Bach, Telemann, Fischer  (Hungaroton)
- Music in Italian Style  Km. Léon Berben, csembaló (Do-La Studio, Ungarn)

További számos kamarazenei felvétel, valamint különböző, elsősorban német barokk-együttesek tagjaként zenekari és oratórikus művek felvételei. A Concerto Armonico együttes tagjaként részvétel C.P.E.Bach összes csembalóversenyének felvételén (BIS). 
A Magyar Rádió és külföldí rádióállomások rendszeresen sugározzák európai koncertjeit vagy azok felvételeit, illetve CD-felvételeit. 

## Fontosabb fellépései

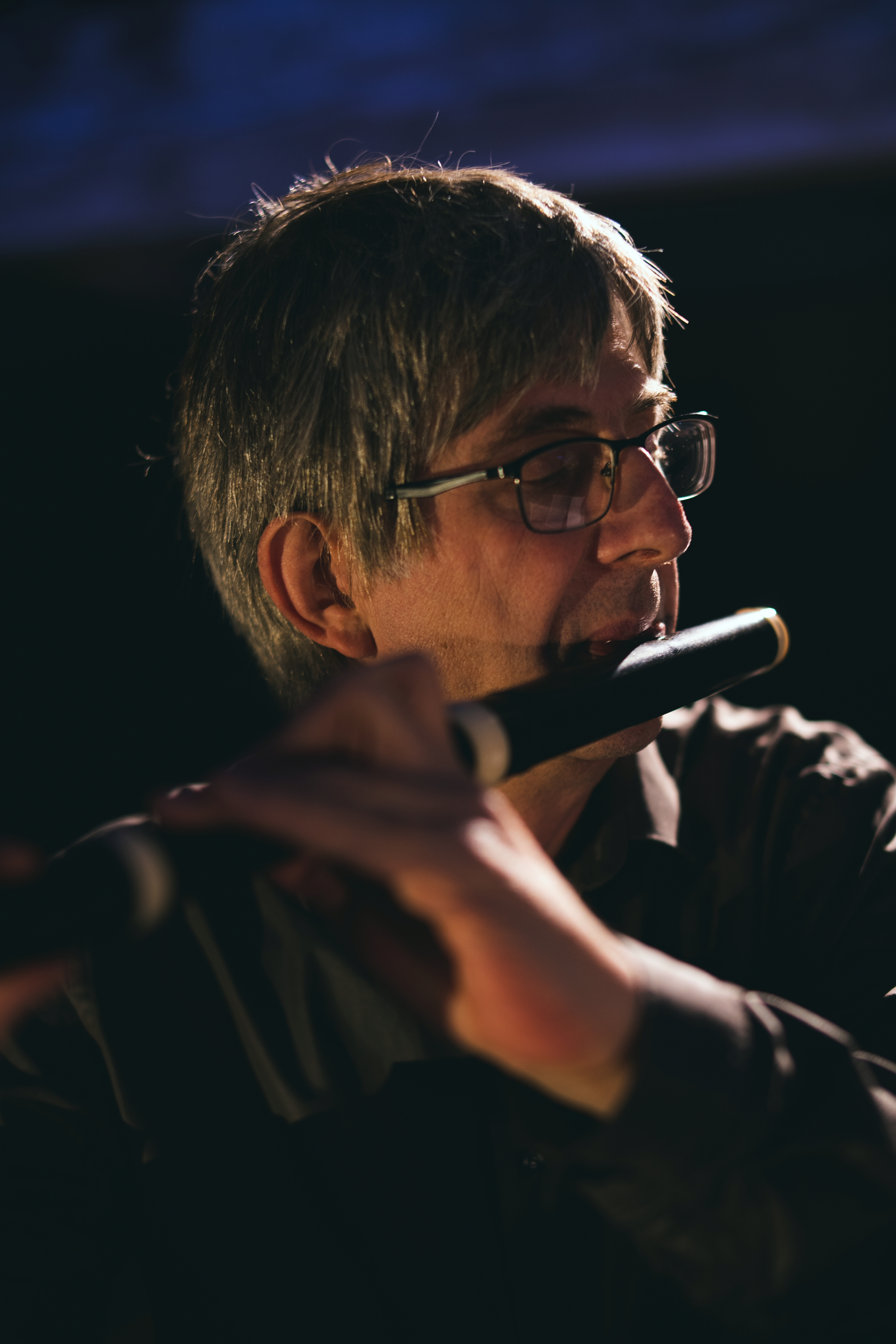
Csalog Benedek

Szólistaként a következő jelentősebb fesztiválok vendége volt: Holland Festival, Festival van Vlaanderen, Musicora Paris, Avignon Festival, Stockholm Early Music Festival, Innsbrucker Festwochen der Alten Musik, Festival Radovljica, Szentpétervári Régizene Fesztivál stb. Az USA-ban (Chicago) Quantz G-dur fuvolaversenyével debütált, majd meghívást kapott Bostonba, Bach Musicalisches Opferjének többszöri előadására, amerikai művészek társaságában. 2004 óta majdnem minden évben fellép Moszkvában, 2019-ben J. S. Bach összes fuvolaszonátáját adta elő a közelmúltban épített modern Zaryadye Hallban. Budapesten duó-koncertet adott Barthold Kuijkennel.
Hágában és Lipcsében előadta C. Ph. E. Bach összes fuvolás kamaraművét, mintegy 45 művet 8-8 hangversenyen.
Leggyakrabban egyetlen billentyűs játékos társaságában lép fel, így Léon Berben, Christine Shornsheim, Shalev Ad-El, Spányi Miklós és Nicholas Parle csembalóművészek társaságában Magyarországon is hallható volt játéka. De olyan ikonikus művészek is voltak partnerei, mint William Christie, Sigiswald Kuijken vagy Emma Kirkby.
Magyarországon többször szerepelt szólistaként a Soproni Régizenei Napok, a Tavaszi Fesztivál, a Veszprémi Régizene Fesztivál és a Budapesti Bach Hét keretében is.

## Előadások, workshopok
Rendszeresen tart külföldön és Magyarországon előadásokat és workshopokat  a következő témákban: Retorika, Proportionlehre, Figurenlehre (Tokió), a fuvola barokk repertoárja (Moszkva, Budapest), C.Ph. E. Bach fuvolaművei (Zürich, Juiz da Fora, Brazília, Budapest), J. S. Bach fuvolaszonátái (Moszkva, Budapest), Händel fuvolaművei (Budapest), inégalité (Budapest, Lipcse, Moszkva), improvizáció, díszítések (Moszkva, Budapest)

## Quantz Projekt
Többéves előkészítés után, 2019 decemberében indította el a Quantz Projektet a http://www.the-quantz-project.com/ weboldalon, Alexis Kossenko francia fuvolaművésszel közösen. A cél J. J. Quantz összes művének, többek között körülbelül 200 fuvolaszonátának és 300 fuvolaversenynek a felvétele majd közzététele ezen a honlapon, CD-minőségben de ingyenes letöltésre. A terv szerint a művészek 2030-ig készülnének el a felvételekkel, amelyeket közösségi finanszírozásból és alapítványi támogatásokból kívánnak megvalósítani. 

## Családja
Csalog Zsolt (1935–1997) író, szociológus és Pócs Éva (1936-) Széchenyi-díjas néprajzkutató gyermeke. Testvérei Csalog Gábor (1960-) zongoraművész és Grüll Tiborné Csalog Eszter nyelvész
Gyermekei: Rebeca Amorim Csalog hárfaművész és antropológus (sz. 1996), Csalog Márta (sz. 2006) és Csalog Sámuel (sz. 2020)
Kétszer házasodott, második felesége 2020-tól Lázár Zsófia fuvolaművész